# Ozimek
Ozimek (niem. Malapane) – miasto w Polsce, w województwie opolskim, w powiecie opolskim, siedziba gminy miejsko-wiejskiej Ozimek. 
Ozimek położony jest nad rzeką Małą Panwią (prawy dopływ Odry), na Równinie Opolskiej, na pograniczu Niziny i Wyżyny Śląskiej, na Górnym Śląsku, w odległości 10 km od kompleksu jezior turawskich. Rozciąga się pomiędzy drogą krajową nr 46 a linią kolejową nr 144.
W latach 1975–1998 miasto należało administracyjnie do województwa opolskiego.
Według danych z 1 stycznia 2024 roku miasto liczyło 7962 mieszkańców.

## Nazwa
Osada początkowo nosiła nazwę po rzece, czyli Mał(a)pądew, później Małpanew (stąd niemiecka nazwa Malapane) i Mała Panew. Słowo Ozimek to początkowo nazwisko właściciela młyna i z czasem zaczęto go używać do nazywania powstałego przy hucie osiedla przemysłowego. Notatka, która odnosi się już do nowej nazwy, pochodzi z 1784 r. i nosi nazwę Malapane, pol. Ozimek.
Z kolei niemiecki nauczyciel Heinrich Adamy wywodził polską nazwę miejscowości od nazwy określającej pole zasiane na zimę nasionami roślin ozimych, czyli tzw. ozimka. Oziminy wysiewa się jesienią, a ich nasiona leżą pod śniegiem czekając na nadejście wiosny. W swoim dziele o nazwach miejscowych na Śląsku wydanym w 1888 roku we Wrocławiu jako starą słowiańską nazwę miejscowości wymienia Oziemek podając jej znaczenie „Winter-Saatfeld”, czyli w języku polskim „pole zasiane na zimę”.
Statystyczny opis Prus z roku 1837 notuje Malapane (poln. Ochimmek). Polską nazwę Ozimek w książce Krótki rys jeografii Szląska dla nauki początkowej wydanej w Głogówku w 1847 wymienił śląski pisarz Józef Lompa.

## Historia
Wybór lokalizacji
Po zakończeniu drugiej wojny śląskiej król pruski Fryderyk II Wielki zlecił odbudowę i ponowne zasiedlenie zniszczonego obszaru (Śląsk zamieszkiwało wówczas 150 tysięcy osób), jednak świadomy ponownego starcia o śląską ziemię rozpoczął remonty zdobytych śląskich twierdz oraz zabezpieczenie miejsc produkcji amunicji. Skupiono się na poszukiwaniu licznych miejsc do wzniesienia hut żelaza. Uwagę zwrócił m.in. młyn nad brzegiem rzeki Małapane, który został później wykupiony od gospodarza o nazwisku Ozimek, gdyż położony był w miejscu z dostępem do drewna, które było wymagane w procesie wytapiania żelaza. Minister śląski Ludwig Wilhelm von Münchow zlecił leśniczemu Johannowi Georgowi Rhedanzowi postawienie pieca hutniczego, który miał być wykorzystywany przy odlewie kul. 1 marca 1753 r. rozkaz ten został potwierdzony podpisem w Poczdamie, w kolejnym roku huta została uruchomiona, a w 1763 r. wytwarzała 2000 Mg (ton) szlifowanych kul armatnich, granatów i kartaczy.

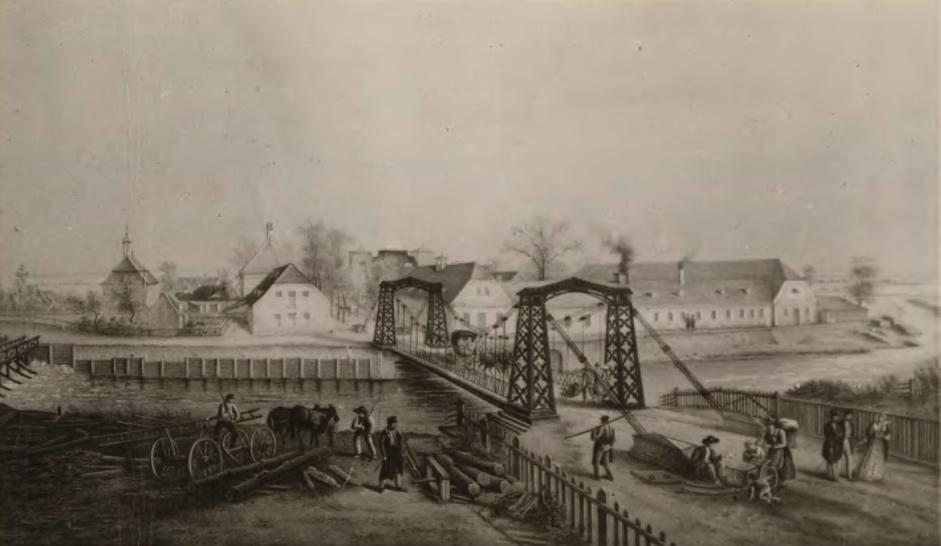
Ozimek – zabytkowy most wiszący (XIX w.)

Wraz z budową huty powstały kolonie robotnicze. Pierwsze domy zbudowano w pobliżu huty i zakwaterowano w nich urzędników oraz wyspecjalizowanych hutników; pozostali pracownicy dochodzili z pobliskich miejscowości. Do osady sprowadzono wyszkolonych protestanckich pracowników wraz z rodzinami z Saksonii, Brandenburgii oraz okolic Harzu. W 1782 r. ukończono budowę kolonii Antoniów. Składała się ona z 20 domów dla 40 rodzin. Domy te były zlokalizowane wzdłuż drogi Ozimek – Jedlice. Druga kolonia, Łazy, powstała przy hucie. Była ona przeznaczona głównie dla węglarzy, których obowiązkiem było dostarczanie określonej ilości węgla drzewnego do huty. W 1829 r. kolonia ta została włączona do Ozimka.
Po zakończeniu I wojny światowej w okolicy następuje wzrost nastrojów prokomunistycznych. Na początku 1919 roku wójt gminy donosił władzom centralnym, że „obserwuje się gwałtowny wzrost ruchu spartakusowskiego wśród ludności miejscowych wsi. W państwowych zakładach hutniczych w Ozimku grozi urzędnikom i naszym zaufanym ludziom ciągłe niebezpieczeństwo.”.
Podczas II wojny światowej istniał na terenie miasta przy hucie „Małapanew 2" obóz pracy dla robotników przymusowych z Polski, ZSRR i Czechosłowacji, a także jenieckie obozy robocze dla radzieckich i brytyjskich jeńców wojennych. Jeńców i robotników traktowano okrutnie. Podczas ofensywy radzieckich wojsk w 1945 roku okolice Jeziora Turawskiego i Ozimka stały się najważniejszą częścią zewnętrznej linii obronnej twierdzy Opole – tzw. ryglem. Umocnienia bojowe powstawały tu pod osobistym nadzorem dowódcy twierdzy płk. Friedricha Albrechta von Pfeila. W nocy z 22 na 23 stycznia 1945 doszło do szturmu oddziałów Armii Czerwonej (54 Brygada Pancerna Gwardii i oddziały 120 Dywizji Piechoty) na Ozimek broniony przez niemieckie oddziały Volkssturmu, Wehrmachtu i oddział Łotyszów. W wyniku zaciętych walk oddziałom sowieckim udało się zdobyć miasto, jednak hitlerowcy zniszczyli wszystkie czołgi radzieckie użyte podczas ataku. W walkach poległo 43 żołnierzy Armii Czerwonej. Po zdobyciu miasta Sowieci rozprawili się z miejscową ludnością. Zamordowany został m.in. pastor ewangelicki Günter Brun, a w podpalonym klasztorze służebniczek śląskich żywcem spłonęła s. Pelagia – Józefa Goreczka.
Po wojnie ku czci żołnierzy polskich i radzieckich poległych w walkach z Niemcami na terenie Polski odsłonięto Pomnik Braterstwa Broni usytuowany w Parku Hutniczym.
Początki osadnictwa

Początkowo Ozimek był osiedlem hutniczym, otoczonym przez obszary leśne. Walenty Roździeński, świadek formowania się nazewnictwa górnośląskiego w XVI i XVII wieku, wspomina w swoim poemacie Officina ferraria, abo huta i warstat z kuźniami szlachetnego dzieła żelaznego z 1612 r. o dawnej hucie, która nosiła taką samą nazwę jak rzeka: 

Z tejże ziemi Myszyńskiej na Małpadwi rzece,
która wziąwszy od granic polskich w Odrę ciecze,
te kuźnice Małpadwią z przodku nazywane,
od Małopadwie, iż ją zbudowano przy niej,
zaczym tych czasów te wszystkie kuźnice
Małpadewskimi zowią, co są na tej rzece.

Współczesność
Przez miasto i gminę przebiega jedna z pierwszych na Śląsku linii kolejowych, prowadząca z Lublińca do Opola. W 1954 r. Ozimek uzyskał prawa osiedla, a w 1962 r. prawa miejskie. 11 lipca 1992 r. podpisano akt partnerstwa z miastem Heinsberg w Niemczech.

## Zabytki
Do wojewódzkiego rejestru zabytków wpisane są:
- kościół ewangelicko-augsburski, neoklasycystyczny z 1819 roku – XIX w., wybudowany według projektu architekta Karla Friedricha Schinkla
- dom, ul. Wyzwolenia 47, drewniany, k. XVIII w., nie istnieje
- żeliwny most wiszący, nad rzeką Mała Panew, z 1827 r.

inne zabytki
- zespół starych domów mieszkalnych[3].

## Demografia

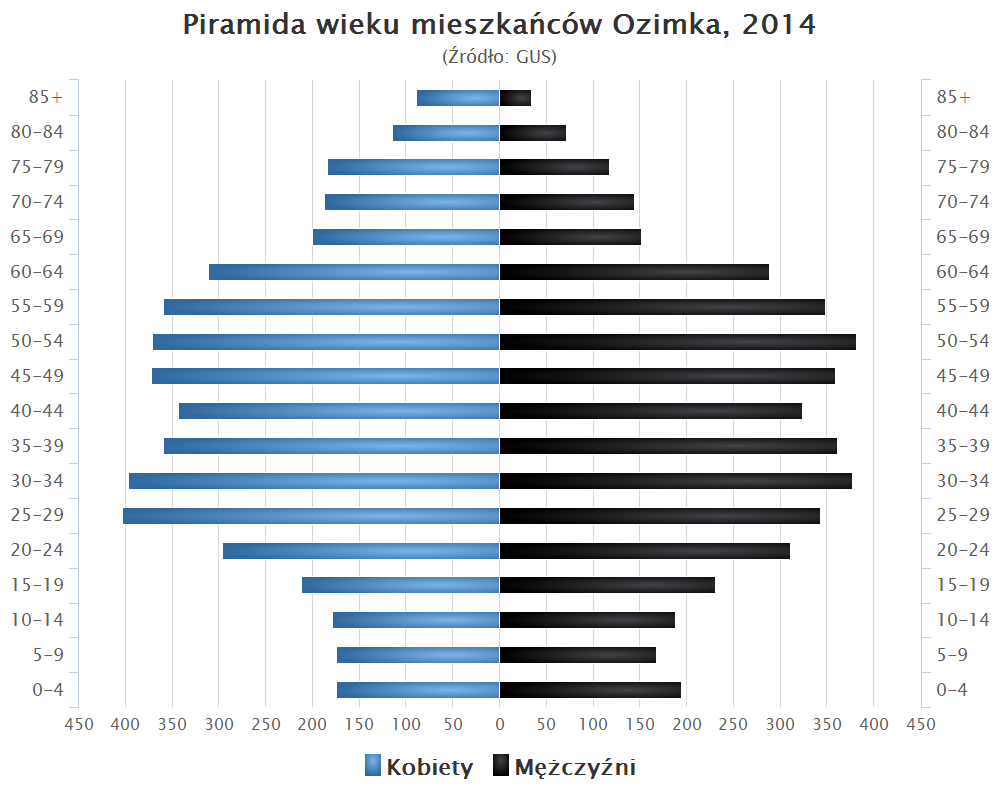
Piramida wieku mieszkańców Ozimka w 2014 roku

W 1864 r. parafia w Ozimku liczyła 886 osób.
W 1965 r. Ozimek był zamieszkany przez 3800 osób. W 1993 r. Ozimek był zamieszkany przez 10 837 osób, a gęstość zaludnienia wynosiła 3334,46 osoby/km². Według danych z 31 grudnia 2008 r. miasto zamieszkiwały 9732 osoby (gęstość zaludnienia: 2994,46 osoby/km²).

## Przemysł
Największym zakładem przemysłowym w Ozimku jest Huta Małapanew Sp. z o.o. Do większych przedsiębiorstw zaliczają się także: Enma Sp. z o.o. (wytwarzanie i przesyłanie energii termicznej, usługi w zakresie ciepłownictwa, ogrzewania, wentylacji i klimatyzacji), PPUH Prempol Sp. z o.o. (obróbka skrawaniem, małe i średnie konstrukcje stalowe, remonty urządzeń) oraz Canskór Sp. z o.o. (produkcja i eksport odzieży skórzanej).

## Oświata, kultura i sport

### Oświata
W Ozimku działają: trzy przedszkola publiczne (nr 1, nr 2 i nr 4), trzy publiczne szkoły podstawowe (nr 1 im. Marii Skłodowskiej-Curie, nr 2 im. Marii Konopnickiej i nr 3 im. Paraolimpijczyków i Olimpijczyków Polskich) oraz prowadzony przez starostwo powiatowe w Opolu Zespół Szkół w Ozimku (branżowa szkoła I stopnia, technikum oraz licea: ogólnokształcące oraz ogólnokształcące dla dorosłych).

### Kultura
W Ozimku działają: Dom Kultury (dawniej Zakładowy Dom Kultury Huty Małapanew) oraz Miejska i Gminna Biblioteka Publiczna z filiami w Dylakach, Grodźcu, Krasiejowie, Krzyżowej Dolinie i Szczedrzyku.
Z Ozimka pochodzi aktor Witold Wieliński oraz znany wideobloger, przedsiębiorca, działacz społeczny i polityczny Zbigniew Stonoga.

### Sport
W Ozimku znajdują się m.in.: stadion sportowy (adres: ul. Janusza Korczaka 12a; boisko miejskie o wymiarach: 100 na 78 m, korty tenisowe; pojemność: 5000 miejsc), OSiR Huty Małapanew SA (adres: ul. Juliusza Słowackiego 1a; sala sportowa, 2-torowa kręgielnia, siłownia, sala do tenisa stołowego, sauna, baza noclegowa) oraz kompleks boisk sportowych Orlik 2012 (adres: ul. Adama Mickiewicza).
Działające w miejscowości kluby:
- Piłka nożna – KS Małapanew Ozimek (zał. 1946 r.)
- Piłka ręczna – M-GTS Siódemka Ozimek (zał. 1951 r.) i UKS Jaszczury Ozimek (zał. 2002 r.)
- Koszykówka – PGKiM Ozimek/Grodziec (zał. 2003 r.)
- Kolarstwo – KTK Amator Ozimek (zał. 1977 r.)
- Strzelectwo – LOK Odlewnik Opole
- Skat – Torpeda Ozimek

Z gminy Ozimek pochodzi dwóch piłkarzy: Waldemar Sobota oraz Paweł Olkowski.
- Kościół rzymskokatolicki:
  - parafia św. Jana Chrzciciela

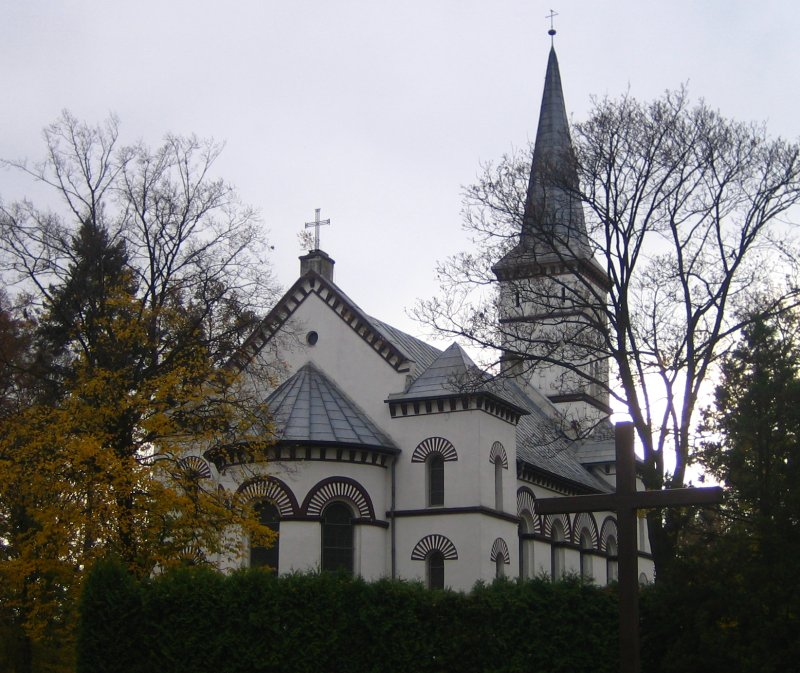
Neoklasycystyczny kościół ewangelicko-augsburski

- Kościół Ewangelicko-Augsburski:
  - Kościół Ewangelicko-Augsburski w Ozimku
- Świadkowie Jehowy:
  - zbór Ozimek (w tym grupa ukraińskojęzyczna) – Sala Królestwa ul. Wyzwolenia 58b[18]

## Miasta partnerskie
- Heinsberg
- Rýmařov
- Przerów
- Krompachy